# Списак генерала и адмирала ЈНА: В
Списак генерала и адмирала Југословенске народне армије (ЈНА) чије презиме почиње на слово В, за остале генерале и адмирале погледајте Списак генерала и адмирала ЈНА.
- Анђелко Валтер (1918) генерал-мајор. Активна служба у ЈНА престала му је 1973. године.[2]
- Александар Васиљевић (1938) генерал-мајор.[б]
- Радован Васиљевић (1927—2020) генерал-мајор.[3]
- Драгоје Васовић (1935) генерал-мајор.[в]
- Иван Веселиновић (1929—2002) вице-адмирал.[4]
- Алојз Весић (1931—1994) генерал-потпуковник авијације. Активна служба у ЈНА престала му је 1991. године.
- Душан Вигњевић (1900—1966) генерал-мајор. Активна служба у ЈНА престала му је 1958. године.[4]
- Жарко Видовић (1913—1999) генерал-потпуковник. Активна служба у ЈНА престала му је 1966. године. Народни херој.[4]
- Лазар Видовић (1920) генерал-потпуковник. Активна служба у ЈНА престала му је 1978. године.[4]
- Никола Видовић (1917—2000) генерал-потпуковник. Активна служба у ЈНА престала му је 1964. године. Народни херој.[4]
- Маријан Видмар (1936) генерал-мајор.
- Душан Вилић (1926) генерал-мајор. Активна служба у ЈНА престала му је 1982. године.
- Тихомир Виловић (1924—2008) адмирал. Активна служба у ЈНА престала му је 1984. године.[5]
- Светозар Вишњић (1927—1999) генерал-мајор.[6]
- Владимир Влаисављевић (1917) генерал-мајор. Активна служба у ЈНА престала му је 1967. године.[7]
- Душан Влајисављевић (1919) генерал-потпуковник авијације. Активна служба у ЈНА престала му је 1977. године.[7]
- Владимир Војводић (1930—2008) генерал-потпуковник санитетске службе.[г]
- Гајо Војводић (1914—1988) генерал-потпуковик. Активна служба у ЈНА престала му је 1972. године.[8]
- Димитрије Војводић (1908—1987) генерал-потпуковик. Активна служба у ЈНА престала му је 1963. године. Народни херој.[8]
- Ђуро Војводић (1920—2010) генерал-потпуковик. Активна служба у ЈНА престала му је 1980. године.[8]
- Радован Војводић (1922—2000) генерал-пуковик. Активна служба у ЈНА престала му је 1974. године.[8]
- Александар Војиновић (1922—1999) генерал-потпуковник. Активна служба у ЈНА престала му је 1979. године. Народни херој.[9]
- Михајло Војновић (1916—2010) генерал-мајор. Активна служба у ЈНА престала му је 1965. године.[8]
- Петар Војновић (1908—1977) генерал-мајор. Активна служба у ЈНА престала му је 1968. године.[8]
- Милан Вранеш (1922—1997) вице-адмирал. Активна служба у ЈНА престала му је 1980. године.[10]
- Мирко Вранић (1920—2002) генерал-пуковник. Активна служба у ЈНА престала му је 1980. године.[11]
- Теодор Врачаревић (1934—2016) генерал-мајор. Активна служба у ЈНА престала му је 1991. године.
- Боривој Врачарић (1918—1997) генерал-мајор санитетске службе. Активна служба у ЈНА престала му је 1982. године.[10]
- Ђуро Врбавац (1925) генерал-мајор.[11]
- Димитрије Врбица (1916—1981) генерал-потпуковник. Активна служба у ЈНА престала му је 1974. године.[11]
- Август Вртар (1926—1999) генерал-пуковник. Активна служба у ЈНА престала му је 1986. године.[11]
- Душан Вујатовић (1920—2010) генерал-пуковник. Активна служба у ЈНА престала му је 1980. године.[11]
- Вукосав Вујичић (1929) генерал-мајор.[11]
- Жарко Вујичић (1934) генерал-мајор. Активна служба у ЈНА престала му је 1990. године.
- Богдан Вујновић (1919) генерал-мајор. Активна служба у ЈНА престала му је 1972. године.[12]
- Видак Вујовић (1938) генерал-мајор.[д]
- Милован Вујовић (1919—1973) генерал-мајор. Активна служба у ЈНА престала му је 1967. године.[12]
- Митар Вујовић (1911—1990) генерал-потпуковник. Активна служба у ЈНА престала му је 1966. године.[12]
- Ратко Вујовић (1916—1977) генерал-пуковик. Активна служба у ЈНА престала му је 1976. године. Народни херој.[12]
- Богдан Вујошевић (1912—1981) генерал-потпуковик. Активна служба у ЈНА престала му је 1970. године. Народни херој.[12]
- Драго Вујошевић (1920) генерал-мајор, Активна служба у ЈНА престала му је 1977. године.[12]
- Миодраг Вукадиновић (1930—2008) генерал-потпуковник, Активна служба у ЈНА престала му је 1990. године.
- Радован Вукановић (1906—1987) генерал-пуковик. Активна служба у ЈНА престала му је 1958. године. Народни херој.[12]
- Саво Вукелић (1917—1974) генерал-пуковник. Народни херој.[12]
- Ђоко Вукичевић (1914—2002) генерал-мајор. Активна служба у ЈНА престала му је 1963. године. Народни херој.[12]
- Владимир Вуковић (1938—1992) генерал-потпуковник.[ђ]
- Драго Вукосављевић (1933—2012) генерал-потпуковник. Активна служба у ЈНА престала му је 1992. године.
- Радомир Вукосавовић (1917—2010) генерал-мајор. Активна служба у ЈНА престала му је 1968. године.[12]
- Александар Вукотић (1920—1976) генерал-потпуковник.[12]
- Јован Вукотић (1907—1982) генерал-пуковник. Активна служба у ЈНА престала му је 1962. године. Народни херој.[12]
- Бранко Вуковић (1916), генерал-потпуковник. Активна служба у ЈНА престала му је 1964. године.[13]
- Владимир Вуковић (1938—1992) генерал-потпуковник.
- Милан Вуковић (1920), генерал-мајор. Активна служба у ЈНА престала му је 1976. године.[13]
- Бруно Вулетић (1924—1997) генерал-пуковник.[13]
- Вулета Вулетић (1939—2010) генерал-мајор.[е]
- Марко Вулетић (1910) генерал-мајор. Активна служба у ЈНА престала му је 1964. године.[13]
- Душан Вулић (1926) генерал-мајор. Активна служба у ЈНА престала му је 1982. године.
- Перица Вучетић (1926—2018) генерал-потпуковник.[11]
- Новак Вучинић (1926) генерал-мајор.[ж][11]
- Љубо Вучковић (1915—1976) генерал-пуковник. Активна служба у ЈНА престала му је 1975. године. Народни херој.[з][11]
- Милош Вучковић (1914—1992) генерал-мајор. Активна служба у ЈНА престала му је 1964. године. Народни херој.[11]
- Обрад Вучуровић (1922—2013) генерал-мајор авијације. Активна служба у ЈНА престала му је 1987. године.